# Arnulfo Arias (Panama)
Arnulfo Arias è un comune (corregimiento) della Repubblica di Panama situato nel distretto di San Miguelito, provincia di Panama. Si estende su una superficie di 7,3 km² e conta una popolazione di 31.650 abitanti (censimento 2010).